# 6-磷酸葡萄糖酸内酯酶
6-磷酸葡萄糖酸内酯酶（英語：6-Phosphogluconolactonase）是戊糖磷酸途径过程中的一个酶。它将6-磷酸葡糖酸内酯转变为6-磷酸葡萄糖酸。

6-磷酸葡糖酸内酯
6-磷酸葡萄糖酸